# Juan Criado
Juan Criado Delgado (Callao, 24 de junio de 1913-Lima, 13 de mayo de 1978) fue un futbolista, cantautor y compositor peruano. Sus padres fueron Tomas Criado Huamán (1872-1959) y Matilde Delgado Gamboa (1876-1959).

## Trayectoria
Juan Criado se inició como futbolista en 1927 en el Sportivo Unión, equipo que jugaba en la División Intermedia (segunda categoría de la época). Debutó en un encuentro ante el Sportivo Tarapacá Ferrocarril, aunque no le fue nada bien pues recibió tres goles. Terminado el torneo de 1931, gracias al llamado de Arturo Fernández Meyzán, pasó a formar parte de Universitario de Deportes equipo con el cual obtuvo el título nacional de 1934.
Fue uno de los seleccionados del Perú y Chile que conformaron el denominado Combinado del Pacífico, integrado por futbolistas de los clubes Alianza Lima, Atlético Chalaco, Colo-Colo y Universitario de Deportes que entre el 3 de septiembre de 1933 y el 7 de marzo de 1934 disputaron 39 encuentros amistosos en Europa. En 1936, decidió cambiar de camiseta para pasar a filas del Deportivo Municipal, equipo en el que permaneció durante nueve años y con el cual obtuvo los títulos de 1938, 1940 y 1943. En 1946 pasó al Sporting Tabaco, aunque no llegó a disputar muchos encuentros y ese mismo año decidió retirase del fútbol.
Luego de retirarse del fútbol, estudió en la Escuela Técnica de Entrenadores y se desempeñó como preparador físico en Universitario de Deportes y Sporting Tabaco.
Estuvo casado con María Luisa Cárdenas Gálvez (1918-?) desde el 27 de septiembre de 1956 con quien tuvo un hijo llamado Juan Jose.

## Clubes
| Club                      | País | Año         |
| ------------------------- | ---- | ----------- |
| Sportivo Unión            | Perú | 1927 - 1931 |
| Universitario de Deportes | Perú | 1932 - 1935 |
| Deportivo Municipal       | Perú | 1936 - 1945 |
| Sporting Tabaco           | Perú | 1946        |

## Palmarés

### Campeonatos nacionales
| Título                       | Club                      | País | Año  |
| ---------------------------- | ------------------------- | ---- | ---- |
| Campeonato Peruano de Fútbol | Universitario de Deportes | Perú | 1934 |
| Campeonato Peruano de Fútbol | Deportivo Municipal       | Perú | 1938 |
| Campeonato Peruano de Fútbol | Deportivo Municipal       | Perú | 1940 |
| Campeonato Peruano de Fútbol | Deportivo Municipal       | Perú | 1943 |

## Vida fuera del fútbol
Juan Criado también fue un destacado compositor y cantautor, fue un gran propulsor y divulgador de la música negra. Compartió su vida deportiva con su trabajo en la Municipalidad de Lima y presentaciones en diversas radioemisoras. En 1936 ganó un concurso de canto auspiciado por Radio Grellaud, luego cantó en Radio Mundial, Internacional, Libertad, Miraflores, Colonial, Excelsior y Victoria. A inicios de los años 50 pasó a integrar el conjunto Ricardo Palma, y en 1956 formó parte de La Cuadrilla Morena. Compuso más de 30 canciones, entre las cuales destacan:
- Corazón, por qué suspiras.
- Juan Jara.
- Con mi zamba.
- Juana Rosa, zamba hermosa.
- Angélica.
- Serás mía.
- Arroz con concolón.
- Canto de guaragua.
- Don Luis Ernesto.
- Pobre negro Juan.
- Ron con caña dulce.
- Zamba canuta.